# Mastixia glauca
Mastixia glauca là một loài thực vật thuộc họ Cornaceae. Đây là loài đặc hữu của Malaysia.